# Episodi di Belli dentro (prima stagione)
La prima stagione della sitcom italiana Belli dentro è andata in onda su Canale 5 a partire dal 13 febbraio 2005.
| nº | Titolo              | Prima TV Italia  |
| -- | ------------------- | ---------------- |
| 1  | L'anniversario      | 13 febbraio 2005 |
| 2  | L'infermità mentale | 2005             |
| 3  | La scommessa        | 2005             |
| 4  | La lettera          | 2005             |
| 5  | L'inserzione        | 2005             |
| 6  | L'epidemia          | 2005             |
| 7  | Halloween           | 2005             |
| 8  | La pioggia          | 2005             |
| 9  | Il colloquio        | 2005             |
| 10 | Il musical          | 2005             |
| 11 | Il segreto          | 2005             |
| 12 | Gli esami           | 2005             |
| 13 | La posta del cuore  | 2005             |
| 14 | I fioretti          | 2005             |
| 15 | L'ospite            | 2005             |

## L'anniversario
- Diretto da: Chiara Toschi
- Scritto da: Edoardo Erba e Giovanna Koch (soggetto), Federico Basso, Carmelo La Rocca, Lucio Wilson e Renato Trinca (sceneggiatura)

### Trama
Nella cella già occupata da Ciccio e Mariano viene introdotto Eugenio, accolto mal volentieri dagli altri due; Gonni si fa bella per festeggiare l'anniversario di nozze con Ciccio, il quale invece si dimentica della ricorrenza.

## L'infermità mentale
- Diretto da: Chiara Toschi
- Scritto da: Edoardo Erba e Giovanna Koch (soggetto), Federico Basso, Carmelo La Rocca, Lucio Wilson e Renato Trinca (sceneggiatura)

### Trama
Nel tentativo di far trasferire Eugenio nel reparto "fuori di testa" del carcere, Ciccio e Mariano lo mandano, con l'inganno, ad un colloquio con lo psicologo che si rivelerà del tutto surreale; le ragazze, ciascuna per ragioni personali, tentano di iscriversi ai corsi tramite la suora.
- Altri interpreti: Antonio Cornacchione (lo psicologo)

## La scommessa
- Diretto da: Chiara Toschi
- Scritto da: Edoardo Erba e Giovanna Koch (soggetto), Federico Basso, Carmelo La Rocca, Lucio Wilson e Renato Trinca (sceneggiatura)

### Trama
Lilly ritiene che il suo arresto sia avvenuto per colpa del furto di banconote falsificate da Gonni; per questo motivo fra le due scoppia una lite che manda in confusione Jolanda; Scrocco organizza una scommessa relativa al reato che ha portato in carcere Eugenio, ma nessuno riesce a fargli confessare quale sia.

## La lettera
- Diretto da: Chiara Toschi
- Scritto da: Edoardo Erba e Giovanna Koch (soggetto), Federico Basso, Carmelo La Rocca, Lucio Wilson e Renato Trinca (sceneggiatura)

### Trama
Gonni riceve una lettera allarmante da sua figlia Anna (la quale crede che la madre sia in Alaska per lavoro); anche Ciccio è preoccupato per la ragazza in quanto Mariano, operatore del call center del carcere, lo informa che riceve ripetute chiamate da parte di un uomo che chiede dell'indirizzo a cui ella abita.

## L'inserzione
- Diretto da: Chiara Toschi
- Scritto da: Edoardo Erba e Giovanna Koch (soggetto), Federico Basso, Carmelo La Rocca, Lucio Wilson e Renato Trinca (sceneggiatura)

### Trama
Convinto da Ciccio che avere una relazione amorosa fa bene agli uomini, Mariano pubblica un annuncio su una rivista indicando falsi dati di se stesso; per trovare un uomo per Lilly, le sue compagne di cella rispondono a suo nome all'annuncio.

## L'epidemia
- Diretto da: Chiara Toschi
- Scritto da: Edoardo Erba e Giovanna Koch (soggetto), Federico Basso, Carmelo La Rocca, Lucio Wilson e Renato Trinca (sceneggiatura)

### Trama
Mentre Jolanda si costruisce un prendisole utilizzando incarti di cioccolatini, nella cella degli uomini tutti iniziano a grattarsi a seguito di una presunta malattia che richiede l'intervento di un medico assai improbabile.
- Altri interpreti: Gabriele Cirilli (il medico)

## Halloween
- Diretto da: Chiara Toschi
- Scritto da: Edoardo Erba e Giovanna Koch (soggetto), Federico Basso, Carmelo La Rocca, Lucio Wilson e Renato Trinca (sceneggiatura)

### Trama
Per la festa di Halloween Gonni vuole regalare un costume alla figlia Anna, ma trovandosi senza soldi li chiede al marito Ciccio il quale è costretto a rivolgersi ad un carcerato usuraio.

## La pioggia
- Diretto da: Chiara Toschi
- Scritto da: Edoardo Erba e Giovanna Koch (soggetto), Federico Basso, Carmelo La Rocca, Lucio Wilson e Renato Trinca (sceneggiatura)

### Trama
È un periodo molto piovoso e le celle sono umide e fredde; Lilly ne approfitta per proseguire con il suo piano di fuga basato su un tunnel che porti verso le fogne, mentre nel settore maschile viene organizzata una protesta contro le condizioni del carcere.

## Il colloquio
- Diretto da: Chiara Toschi
- Scritto da: Edoardo Erba e Giovanna Koch (soggetto), Federico Basso, Carmelo La Rocca, Lucio Wilson e Renato Trinca (sceneggiatura)

### Trama
A distanza di circa un anno dal suo inoltro, viene accettata la richiesta di Ciccio di avere un colloquio con la moglie Gonni; nei giorni che precedono l'incontro, però, Gonni si invaghisce di una guardia e Ciccio lo viene a sapere da Mariano.

## Il musical
- Diretto da: Chiara Toschi
- Scritto da: Edoardo Erba e Giovanna Koch (soggetto), Federico Basso, Carmelo La Rocca, Lucio Wilson e Renato Trinca (sceneggiatura)

### Trama
Nel carcere arriva un regista che effettua provini con i carcerati per mettere in scena un musical il cui ricavato è da devolvere in beneficenza.
- Altri interpreti: Michele Foresta (il regista)

## Il segreto
- Diretto da: Chiara Toschi
- Scritto da: Edoardo Erba e Giovanna Koch (soggetto), Federico Basso, Carmelo La Rocca, Lucio Wilson e Renato Trinca (sceneggiatura)

### Trama
Mariano è depresso e Riccardo ritiene che il motivo sia dovuto al fatto che si è innamorato di lui; Ciccio prepara dei biscottini con messaggi d'amore per la moglie Gonni; Lilly rivela che sta mantenendo un bambino rimasto orfano dopo una rapina da lei compiuta.

## Gli esami
- Diretto da: Gianluca Fumagalli
- Scritto da: Edoardo Erba e Giovanna Koch (soggetto), Federico Basso, Carmelo La Rocca, Lucio Wilson e Renato Trinca (sceneggiatura)

### Trama
Jolanda e Lilly scrivono una ricerca sull'Alaska per la figlia di Gonni; Pasquale vuole salire di grado e deve sostenere un esame di psicologia per il quale ottiene l'aiuto volutamente distorto di Ciccio e Scrocco.

## La posta del cuore
- Diretto da: Gianluca Fumagalli
- Scritto da: Edoardo Erba e Giovanna Koch (soggetto), Federico Basso, Carmelo La Rocca, Lucio Wilson e Renato Trinca (sceneggiatura)

### Trama
Le ragazze leggono una storia di tradimento su una rivista e Jolanda scrive una lettera strampalata alla stessa rivista per dare il suo parere; la macchina di Ciccio viene rubata e lui chiede a Mariano se qualcuno dei suoi contatti nel mondo dei ladri d'auto può aiutarlo a recuperarla.

## I fioretti
- Diretto da: Gianluca Fumagalli
- Scritto da: Edoardo Erba e Giovanna Koch (soggetto), Federico Basso, Carmelo La Rocca, Lucio Wilson e Renato Trinca (sceneggiatura)

### Trama
Mariano perde la voce e i suoi compagni di cella tentano diversi metodi per fargliela recuperare; Lilly continua a cercare un metodo per evadere.

## L'ospite
- Diretto da: Gianluca Fumagalli
- Scritto da: Edoardo Erba e Giovanna Koch (soggetto), Federico Basso, Carmelo La Rocca, Lucio Wilson e Renato Trinca (sceneggiatura)

### Trama
Nella cella delle ragazze viene introdotta una nuova carcerata, Matilde, che ha già tentato più volte di suicidarsi; gli uomini preparano la partita di calcio agenti contro detenuti, ma sono rimasti senza portiere ed Eugenio si offre.
- Altri interpreti: Angela Finocchiaro (Matilde)